# Tomasz Bartoszek (pianista)
Tomasz Bartoszek (ur. 1969 w Łodzi) – polski pianista i pedagog.
Absolwent Akademii Muzycznej w Łodzi (klasa fortepianu prof. Tadeusza Chmielewskiego). Doktor habilitowany, od 2003 prowadzi klasę fortepianu w Akademii Muzycznej w Łodzi. 
Dwukrotny uczestnik Międzynarodowego Konkursu Pianistycznego im. Fryderyka Chopina (1990, 1995). Koncertował z takimi orkiestrami jak m.in.: Capella Cracoviensis, Sinfonia Varsovia, Taipei Sinfonietta. Występował m.in. w Austrii, Czechach, Holandii, Japonii, Niemczech, Szwajcarii, Szwecji i we Włoszech. Członek Tria Polskiego (2001-2006), z którym występował m.in. w Algierii, Islandii, Norwegii i Tunezji. 